# Chaloupky (zámek)
Lovecký zámek Chaloupky příslušející k obci Kněžice (čp. 109) stojí u osady Nová Brtnice, která patří k obci Zašovice.

## Historie
Zámek Chaloupky vznikl v 17. století přestavbou hájovny příslušníky italského rodu Collalto. V polovině 18. století vznikla v okolí zámku osada Chaloupky, ta v současnosti nese název Nová Brtnice. Po výstavbě zámku Aleje u Kněžic se zámek Chaloupky opět stal hájovnou.
Collaltové získali brtnické panství (pod které Chaloupky spadaly) po třicetileté válce při konfiskaci majetku Albrechta z Valdštejna.

## Současnost
Po druhé světové válce byl zámek Collaltům na základě Benešových dekretů zkonfiskován. V roce 1993 Lesy ČR zámek pronajaly Českému svazu ochránců přírody. Ten v roce 1994 zámek odkoupil a upravil jej pro účely střediska pro výchovu a vzdělávání v přírodě. V současné době zámek spravují Chaloupky, o.p.s. V letech 2002–2004 proběhla rekonstrukce a rozšíření objektu.

## Dostupnost
Okolo zámečku vede zeleně značená turistická stezka z Pokojovic na Panskou Lhotu a trasa NS Chaloupky.